# Margareta Grigorkoff
Margareta Linnea Grigorkoff, född 4 juli 1919 i Helsingfors, död där 18 november 2014, var en finländsk skolledare. 
Grigorkoff, som var dotter till direktören, majoren i avsked Kyrill Grigorkoff och språklärare Maria (Maj) Baranovsky, student från Tölö svenska samskolan 1938, blev filosofie kandidat 1945 och filosofie magister 1962. Hon företog studieresor till universitetet i Tampa, Wayne University i Detroit och Oxford. Hon studerade även vid Goethe-instituten i Helsingfors och München. Hon var äldre lektor i engelska vid Laguska skolan i Helsingfors från 1950 och rektor där från 1964. Hon var föreståndare för aftonkurser i engelska i Finnish-British Society 1945–1946 och sekreterare i detta sällskap 1945–1946. Hon var ordförande för Sonnenberg-gruppen i Finland från 1960 och styrelsemedlem i Europarådet för Childrens International Summer Villages.